# Palazzo Orsi
Il palazzo Orsi, noto anche come palazzo Orsi Marconi, palazzo Marconi o palazzo Borghi Stanzani, è un edificio storico situato in via San Vitale, nel centro di Bologna, in Emilia-Romagna. Prende il nome dalla nobile famiglia bolognese degli Orsi e dalla famiglia Marconi, che ne entrò in possesso a inizio Novecento.

## Descrizione
Il palazzo Orsi viene eretto a metà del Cinquecento su progetto di Andrea Marchesi, detto il Formigine.
Rimodellato su disegno di Antonio Morandi detto il Terribilia (1549-1564), conserva nella facciata porticata una loggia antecedente. 
All'interno si trova una scala settecentesca di gusto bibienesco, opera di Antonio Bonetti, con una Vergine in stucco di Domenico Piò, autore anche dell'Ercole nel fondale prospettico del cortile (1775). Al piano nobile, le sale affrescate da Antonio Bonetti e David Zanotti presentano rilievi in stucco sempre del Piò (1776).